# Passifloràcies
Les passifloràcies (Passifloraceae) són una família de plantes angiospermes de l'ordre de les malpighials (Malpighiales), dins del clade de les fàbides, un subclade de les ròsides. Conté més d'un miler d'espècies, agrupades en 31 gèneres. Inclou espècies natives de les zones tropicals i temperades càlides, especialment a l'Àfrica i Amèrica.
Adopten la forma d'arbres, arbust, lianes i plantes enfiladisses. La família pren el nom de la passionera del gènere (Passiflora) que inclou plantes comestibles com el maracujà (Passiflora edulis) i plantes de jardineria.

## Taxonomia
Aquesta família va ser publicada vàlidament l'any 1806 a la segona edició de l'obra Flore du Calvados et terreins adjacents del naturalista francès Henri François Anne de Roussel (1747-1812), l'any anterior havia estat proposada per Antoine-Laurent de Jussieu (1748–1836).

### Gèneres
Dins d'aquesta família es reconeixen els 31 gèneres següents:
- Adenia Forssk.
- Adenoa Arbo
- Afroqueta Thulin & Razafim.
- Ancistrothyrsus Harms
- Androsiphonia Stapf
- Arboa Thulin & Razafim.
- Barteria Hook.f.
- Basananthe Peyr.
- Crossostemma Planch. ex Benth.
- Deidamia Noronha ex Thouars
- Dilkea Mast.
- Efulensia C.H.Wright
- Erblichia Seem.
- Hyalocalyx Rolfe
- Jongkindia Breteler & F.T.Bakker
- Loewia Urb.
- Malesherbia Ruiz & Pav.
- Mathurina Balf.f.
- Mitostemma Mast.
- Oxossia L.Rocha
- Paropsia Noronha ex Thouars
- Paropsiopsis Engl.
- Passiflora L.
- Pibiria Maas
- Piriqueta Aubl.
- Schlechterina Harms
- Stapfiella Gilg
- Streptopetalum Hochst.
- Tricliceras Thonn. ex DC.
- Turnera Plum. ex L.
- Viridivia J.H.Hemsl. & Verdc.